# قطعنامه ۱۶۲۶ شورای امنیت
قطعنامه  ۱۶۲۶ شورای امنیت سازمان ملل متحد که در تاریخ ۱۹ سپتامبر ۲۰۰۵ تصویب شد، سندی بین‌المللی دربارهٔ بررسی وضعیت در لیبریا است. این قطعنامه طی نشست ۵۲۶۳ام با ۱۵ رای موافق، ۰ مخالف و ۰ ممتنع تصویب شد.